# 萧摩诃
蕭摩訶（532年—604年），字元胤，蘭陵人。中國陳朝、隋朝官员。

## 生平
祖父蕭靚是南梁的右將軍，父親蕭諒，是南梁的始興郡丞。蕭摩訶年小的時候父親就過世了，他的姑丈蔡路養當時人在南康，就將他收養。
梁武帝太清二年（548年）時爆發侯景之亂，陳霸先當時帶兵攻擊首都，蔡路養則帶兵與他對抗，當時蕭摩訶16歲，出戰時就少有其他人可以匹敵。後來蔡路養兵敗後，蕭摩訶就跟隨侯安都，侯安都非常重用他，之後就跟著侯安都一起征戰。後來任約與徐嗣徽和北齊合作，陳霸先派侯安都去對抗北齊軍隊，兩軍相遇於鍾山龍尾及北郊壇。侯安都對蕭摩訶說，「過去聽聞你的名聲，千聞不如一見」，蕭摩訶回答他說「我今天就讓您看見」。到了對戰的時候，侯安都墜馬被敵軍包圍，蕭摩訶大聲一喊，一個人衝向北齊軍隊，北齊軍隊無法抵擋而撤退，侯安都因而解圍。天嘉初年，除本县令，又以戰勝留異和歐陽紇的戰功，被任命為巴山太守。
太建十四年（582年）正月，陳叔寶派蕭摩訶追殺陳叔陵。陈叔陵惶恐不安，派韦谅把自己的鼓吹仪仗送给萧摩诃，并对他说：“如果你帮助我举事成功，一定任命你为三公宰辅。”萧摩诃骗韦谅说：“必须让始兴王的心腹大将亲自来，我才能听从命令。”陈叔陵又派亲信戴温、谭麒麟拜谒，萧摩诃将他们抓起来送到台省，斩首后在东城示众。陈叔陵計窮，自率步騎百人欲突圍奔隋，從南門出逃，情急落馬。蕭摩訶率軍將其追斬。因功被封为散骑常侍、车骑大将军，封绥建郡公，邑三千户。不久，又改授侍中、骠骑大将军，加左光禄大夫。他的女儿也被陈叔宝选为太子陈胤的正妃。
祯明二年（588年）十月，隋军攻陳，陈后主凭恃“长江天堑”，疏于防务。禎明三年（589年）正月元會，徵摩訶還朝，賀若弼乘虛濟江，襲京口，摩訶請兵逆戰，後主不許。及弼進軍鍾山，摩訶又請曰：賀若弼懸軍深入，聲援猶遠，且其壘塹未堅，人情惶懼，出兵掩襲，必大克之，後主又不許。及隋軍大至，將出戰，後主謂摩訶曰：公可為我一決。摩訶曰：從來行陣，為國為身，今日之事，兼為妻子。後主多出金帛，頒賞諸軍令……，眾軍南北亙二十里，首尾進退，各不相知。……，摩訶無所用力焉，為隋軍所執。及京城陷，賀若弼置後主於德教殿，令兵衛守，摩訶請弼曰：今為囚虜，命在斯須，願得一見舊主，死無所恨。弼哀而許之。……。其年入隋，授開府儀同三司。
隋仁寿四年（604年），萧摩诃與汉王杨谅起兵，反对杨广称帝。八月，萧摩诃在于清源（今山西省清徐）败於杨素之手，被俘杀。《陳書·萧摩诃列传》評：“萧摩诃气冠三军，当时良将，虽无智略，亦一代匹夫之勇矣；然口讷心劲，恂恂李广之徒欤”。

## 子女
- 萧世略
- 萧世廉
- 萧坦，唐右卫郎将、郴州刺史。萧坦子雍北府果毅都尉萧怀举。

## 延伸阅读
[在维基数据编辑]
 《陳書/卷31》，出自姚思廉《陳書》
 《南史·卷67》，出自李延壽《南史》